# Wetterauer Zeitung
Die Wetterauer Zeitung (WZ) erscheint von Montag bis Samstag als Tageszeitung in der Region zwischen Gießen und Frankfurt am Main. Ihr Einzugsgebiet ist der Altkreis Friedberg des heutigen Wetteraukreises. Es erscheint auch eine Regionalausgabe für das Einzugsgebiet Bad Vilbel und Karben.
Die verkaufte Auflage beträgt 13.302 Exemplare, ein Minus von 46,4 Prozent seit 1998.

## Geschichte
Die Wetterauer Zeitung erschien erstmals am 4. Januar 1834 als „Intelligenzblatt für die Provinz Oberhessen im Allgemeinen, den Kreis Friedberg und die angrenzenden Bezirke im Besonderen“.
Der heutige Titel entstand 1950, als der Oberhessische Anzeiger und die Wetterauer Nachrichten verschmolzen. Die ersten Herausgeber waren Adolf Weller und Hans Rempel.
Die Wetterauer Zeitung überarbeitete 2017 ihren kompletten Online-Auftritt.

## Heute
Die Mittelhessische Druck- und Verlagshaus GmbH & Co. KG mit Sitz in Gießen ist Herausgeber der Wetterauer Zeitung. In diesem Verlag erscheinen ebenfalls die Gießener Allgemeine und die Alsfelder Allgemeine Zeitung sowie kleinere Heimat- und Anzeigenblätter.
Redaktionsleiter und Chefredakteur ist Siegfried Klingelhöfer.
In der Redaktion entstehen durch 15 Redakteure täglich rund 20 Seiten mit lokalen Berichten. Der überregionale Mantel wird von der Zentralredaktion in Gießen produziert, wo die Zeitung auch gedruckt wird.
Die Wetterauer Zeitung ist die führende Tageszeitung des Wetteraukreises mit einer verkauften Auflage von 13.302 Exemplaren und einer Reichweite von über 65.000 Lesern täglich im Verbreitungsgebiet. Der Anteil der Abonnenten an der verkauften Auflage beträgt 94 Prozent.
Zu den weiteren Verlagsprodukten gehört die Anzeigenzeitung Wetterauer Wochenpost, die donnerstags und samstags an alle Nichtabonnenten im westlichen Wetteraukreis verteilt wird und dort nahezu alle Haushalte abdeckt.

## Auflage
Die Wetterauer Zeitung hat wie die meisten deutschen Tageszeitungen in den vergangenen Jahren an Auflage eingebüßt. Die verkaufte Auflage ist in den vergangenen 10 Jahren um durchschnittlich 3,3 % pro Jahr gesunken. Im vergangenen Jahr hat sie um 4,5 % abgenommen. Sie beträgt gegenwärtig 13.302 Exemplare. Der Anteil der Abonnements an der verkauften Auflage liegt bei 92,3 Prozent.
| 1998  | 1999  | 2000  | 2001  | 2002  | 2003  | 2004  | 2005  | 2006  | 2007  | 2008  | 2009  | 2010  | 2011  | 2012  | 2013  | 2014  | 2015  | 2016  | 2017  | 2018  | 2019  | 2020  | 2021  | 2022  | 2023  | 2024  |
| ----- | ----- | ----- | ----- | ----- | ----- | ----- | ----- | ----- | ----- | ----- | ----- | ----- | ----- | ----- | ----- | ----- | ----- | ----- | ----- | ----- | ----- | ----- | ----- | ----- | ----- | ----- |
| 24802 | 24760 | 24195 | 23969 | 23613 | 23303 | 22984 | 22722 | 22315 | 21971 | 21639 | 21229 | 20866 | 20456 | 20054 | 19589 | 18996 | 18289 | 17828 | 17240 | 16904 | 16503 | 16046 | 15596 | 14932 | 14196 | 13553 |